# نوک‌شاخ چروک‌دار میندانائو
 نوک‌شاخ چروک‌دار میندانائو (نام علمی: Aceros leucocephalus) نام یک گونه از تیره نوک‌شاخ است.